# 松山文化伝承館
松山文化伝承館（まつやまぶんかでんしょうかん）は、山形県酒田市にある博物館である。

## 概要
松山歴史公園内に位置する。

## 沿革
- 1982年（昭和57年）5月1日 - 開館。
- 1998年（平成10年）11月7日 - 新館開館。

## 施設概要
- 本館
  - 第一展示室
    - 松山藩の歴史に関係した資料を展示[2]。

  - 第二展示室
    - 阿部次郎など、郷土出身の人物の業績を紹介している[2]。
- 新館
  - 企画展示室
  - 真下慶治記念室
    - 洋画家・真下慶治の作品を展示。晩年、松山地区にアトリエを構え活動拠点にしていたという縁がある。

## 入館料
- 一般 360円、高・大学生 250円、小・中学生 100円
  - 20名以上団体割引あり[1]

## 開館時間
- 午前9時 - 午後4時30分[1]

## 休館日
- 月曜日（祝日の場合は翌日）
- 年末年始（12月29日 - 1月3日）

## アクセス
- 車
  - JR酒田駅より約30分[1]
  - JR余目駅より約10分[1]
  - 庄内空港より約30分[1]
  - 日本海東北自動車道酒田中央ICより約30分[1]